# 卡利尼夫卡 (布羅瓦雷區)
卡利尼夫卡（烏克蘭語：Калинівка）是位於烏克蘭北部的市級鎮，由基輔州布羅瓦雷區的卡利尼夫卡市鎮負責管轄，距離布羅瓦雷7公里，始建於1928年，2003年1月23日由村莊升為市級鎮，2021年估計人口有3,767人。